# Иджеванатун Орбелянов
Иджеванатун Орбелянов (арм. Օրբելյանների իջևանատուն), или Селимский иджеванатун (арм. Սելիմի իջևանատուն), — иджеванатун (караван-сарай) в Армении, в Гегаркуникской области, но неподалёку от Вайоцдзорской области. Расположен на южной стороне перевала Варденяц на высоте 2410 метров. Был построен в 1332 году ишханом Сезаром Орбеляном и восстановлен в 1956–1959 годах. Состоит из единого здания, разделённого на три части, построенного из базальтовых блоков.

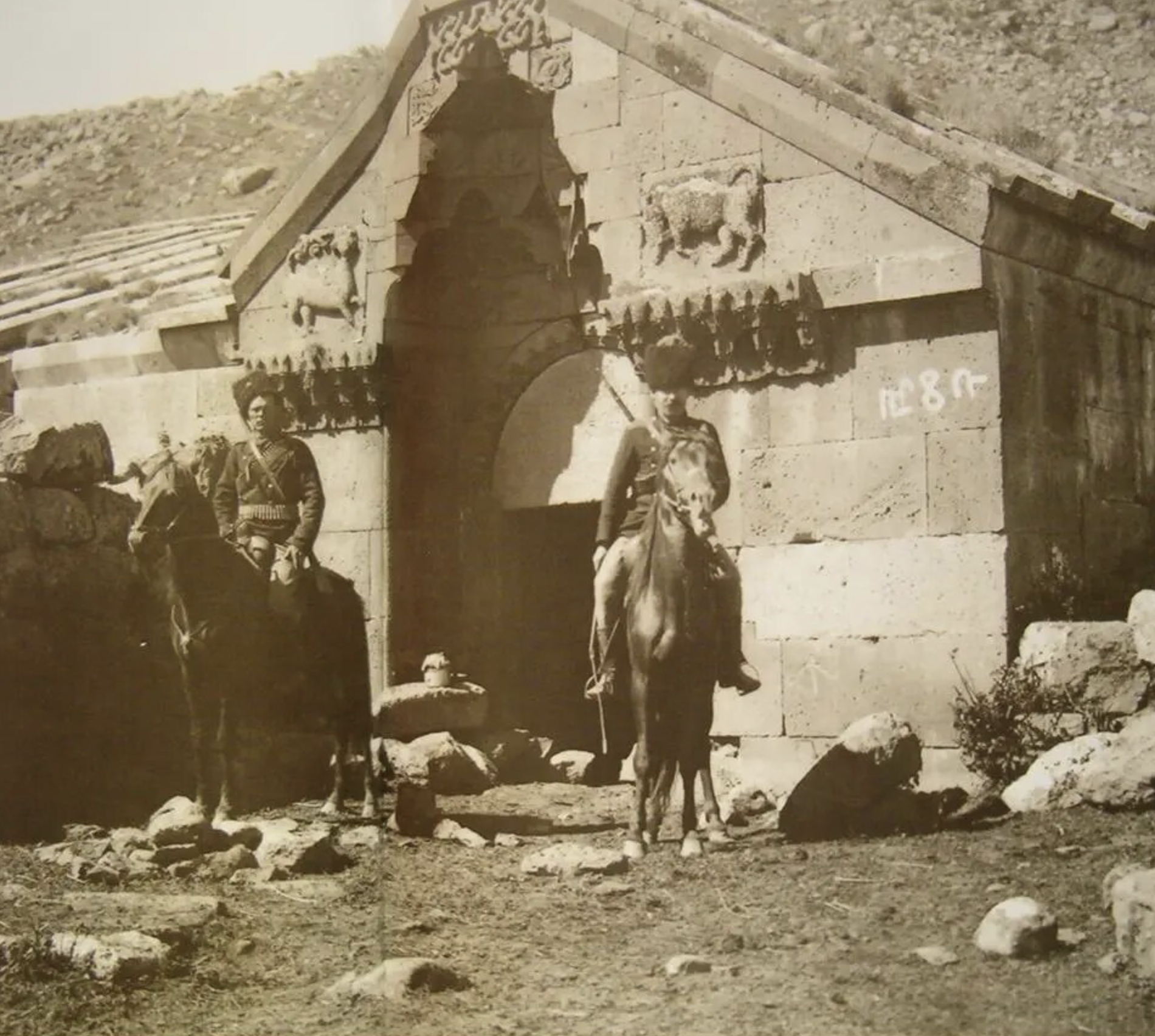
Фотография 1911 года
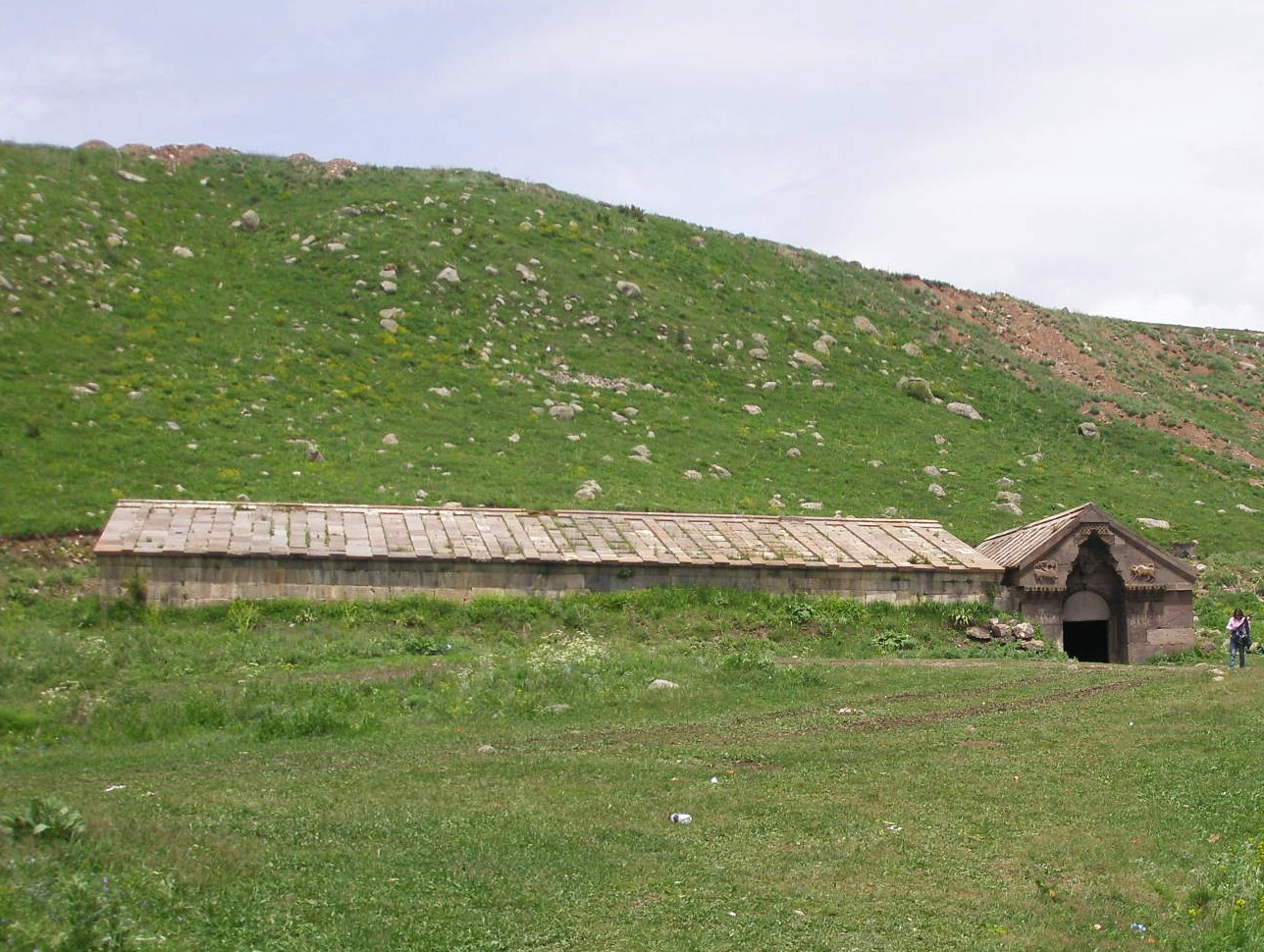
Общий вид
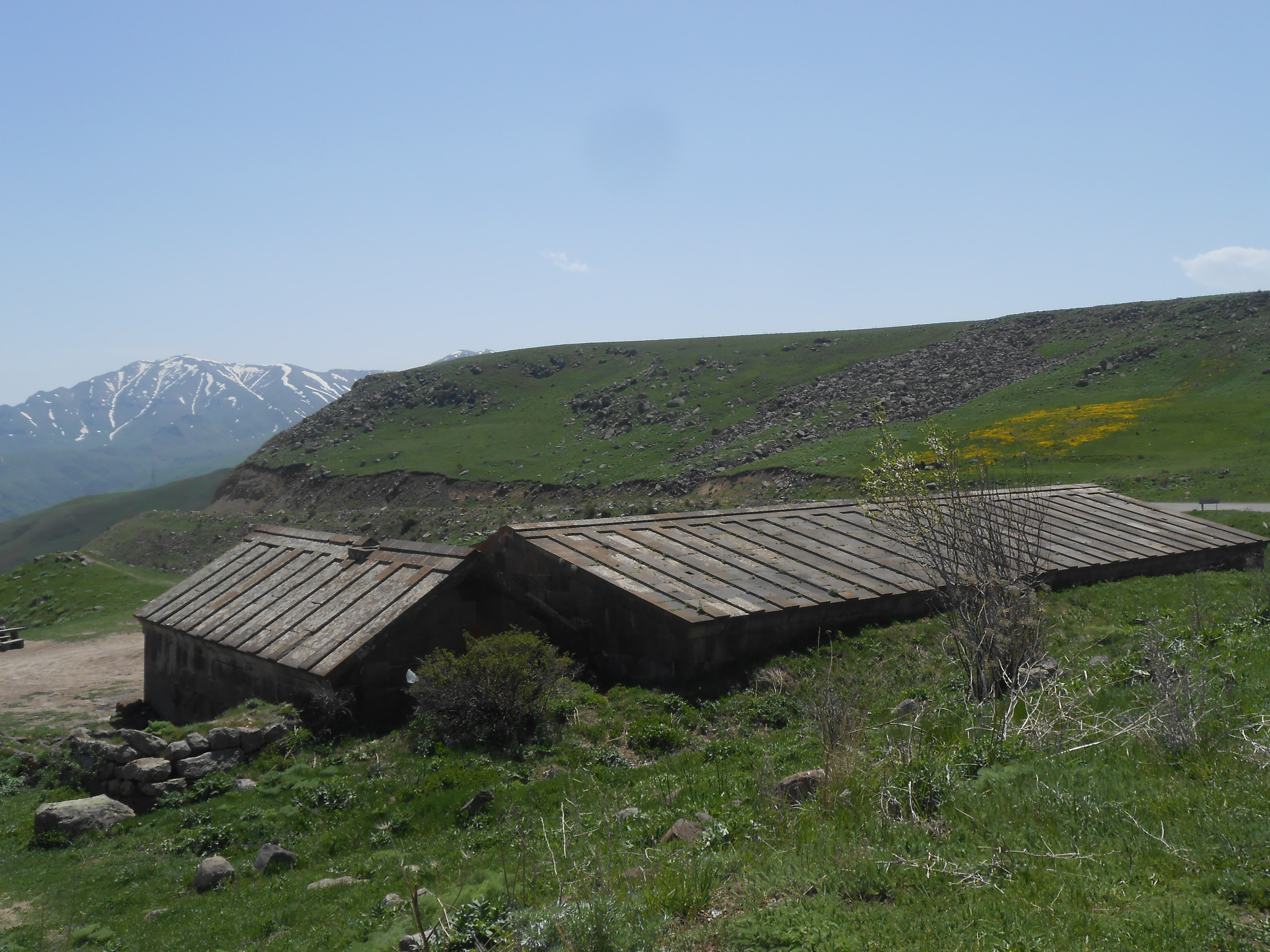
Общий вид
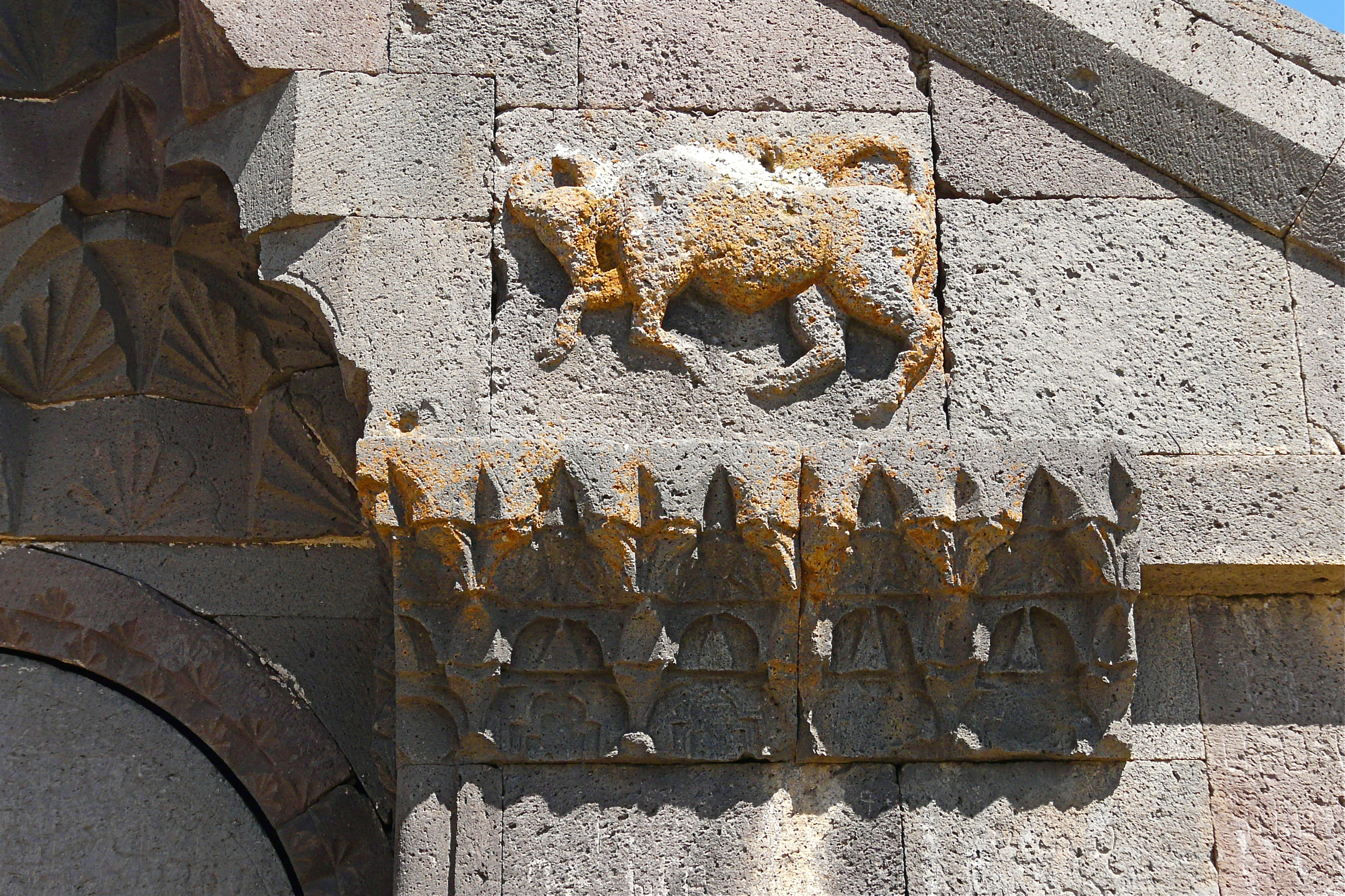
Герб Орбелянов
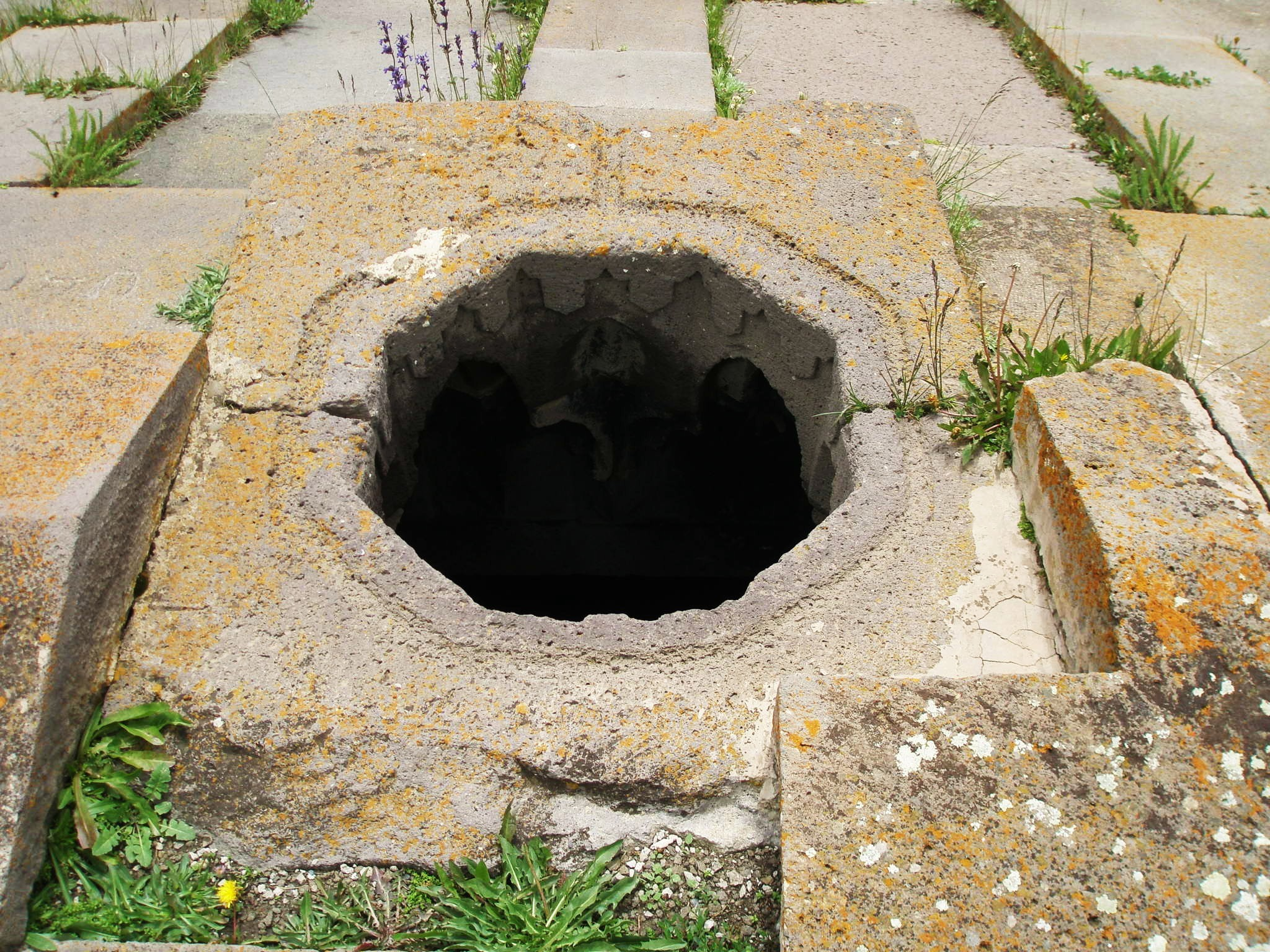
Колодец
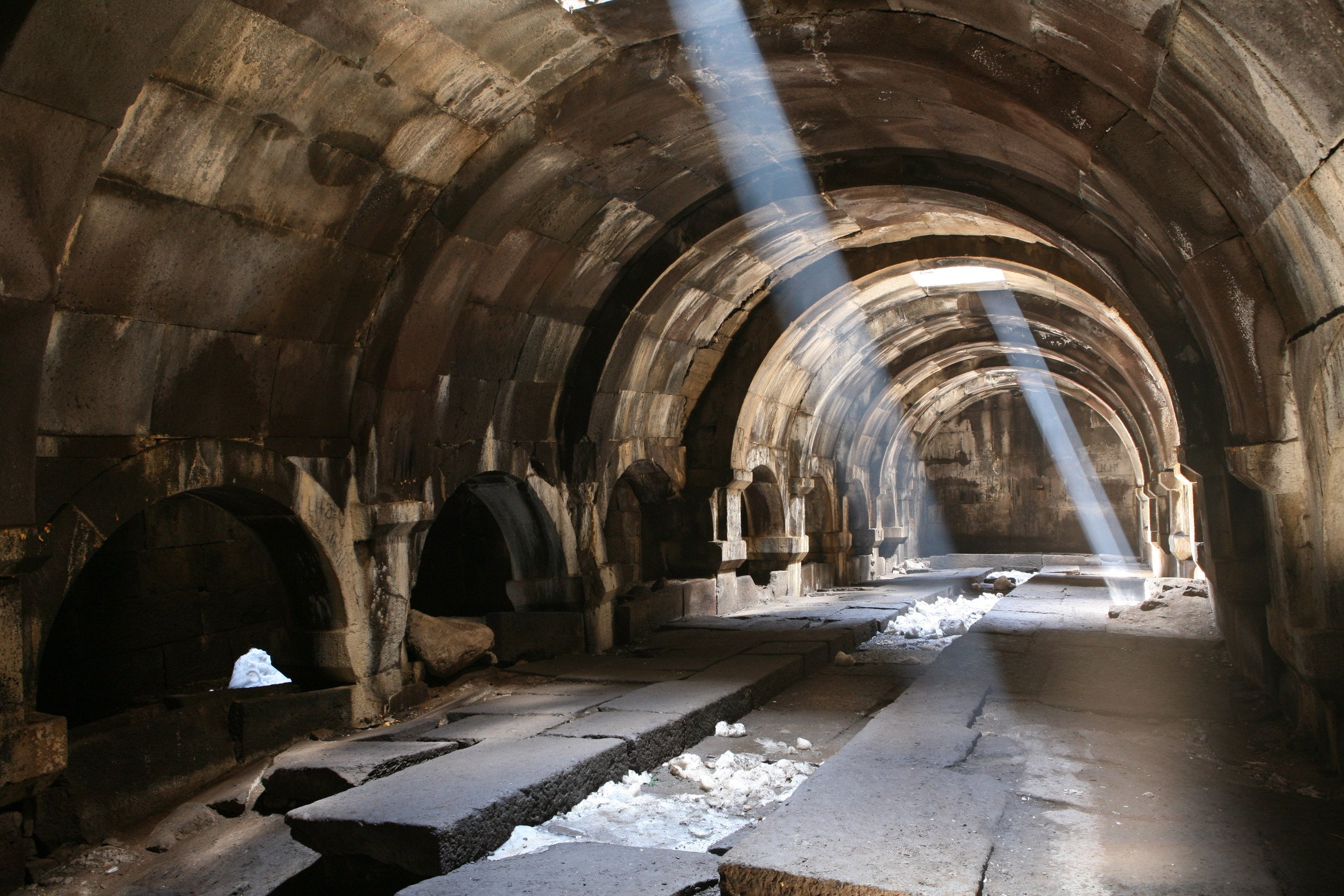
Вид изнутри
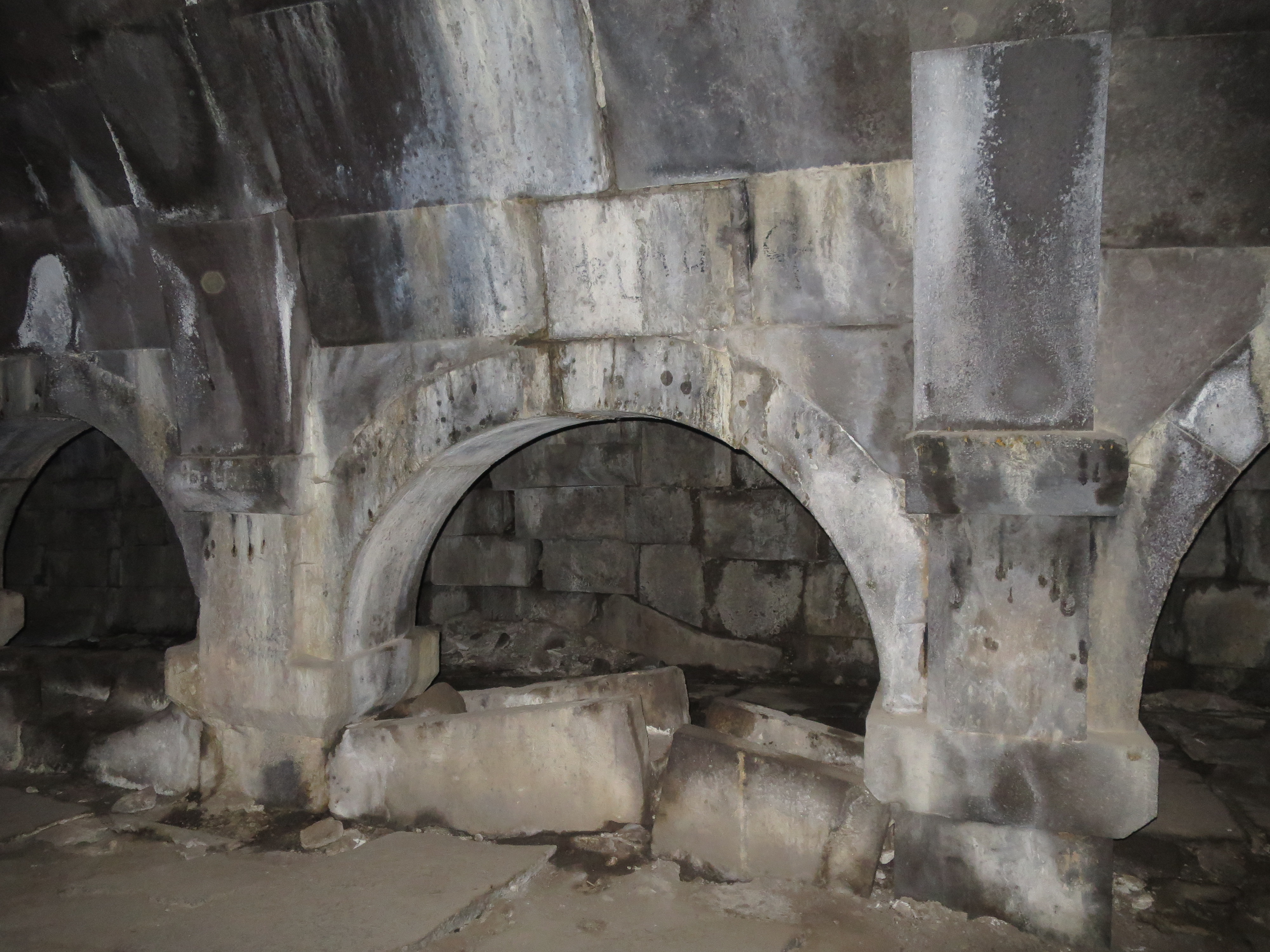